# Mar del Sur

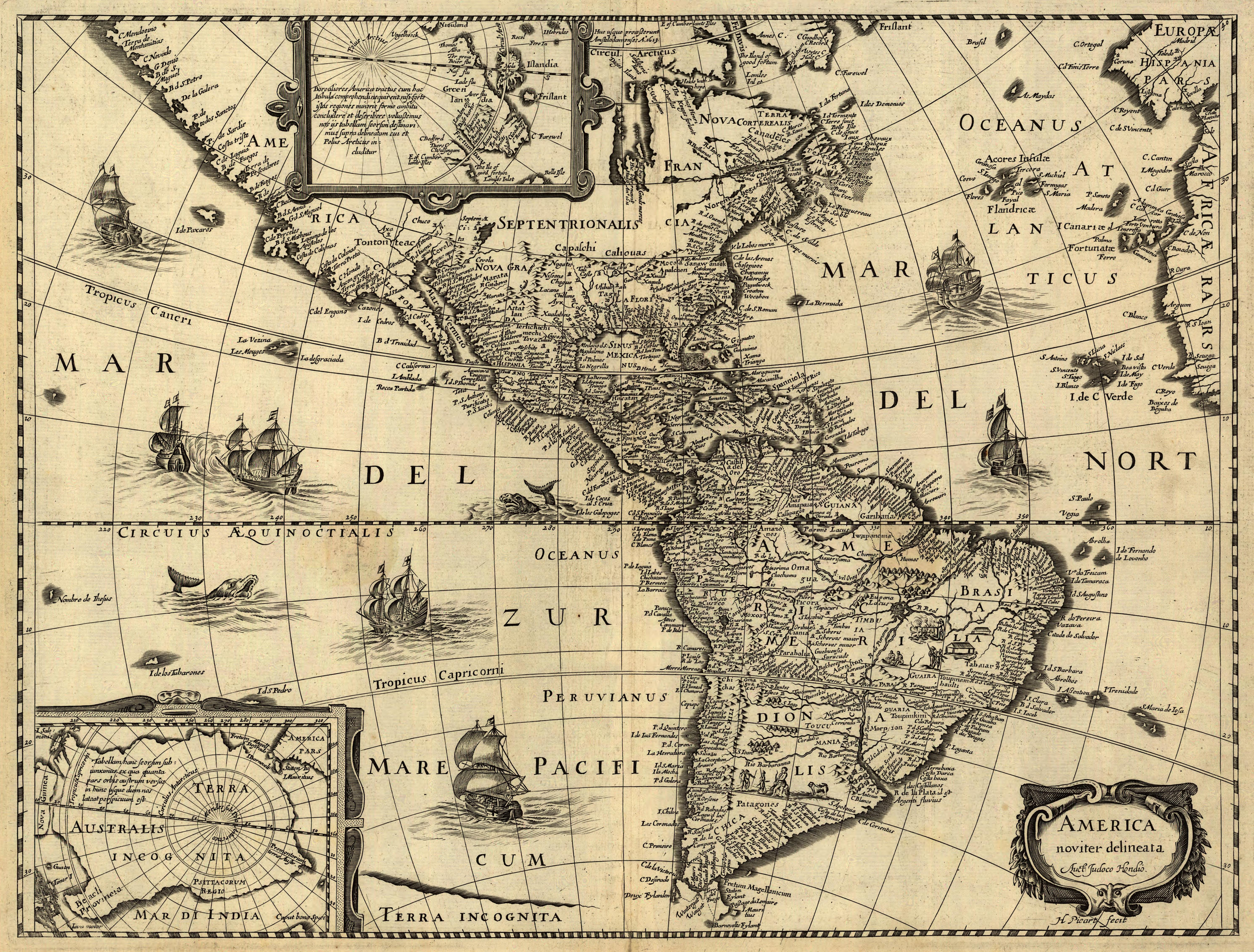
Denominaciones de mar del Sur y del Norte en un mapa de América publicado por Jodocus Hondius hacia 1640.

El mar del Sur (arcaizantemente, mar del Sud) o mar de Balboa (por quien tomó posesión de él) eran los nombres con los que se conocía al océano Pacífico en la época de las primeras exploraciones españolas en América.

## Historia

### Origen de la denominación
Según Jules Marcou, la primera vez que los españoles tuvieron noticia de la existencia de un mar al otro lado del istmo de Panamá, fue durante el cuarto viaje de Colón, quien exploraba Mosquitia.

Habiendo dejado la región situada al pie de la Sierra de «Amerrique», Colón tocó veinticinco leguas más al Sur, en el país de Veraguas, que él menciona en su relación... Además, fue allí donde hubo la primera indicación de la existencia de un mar al Oeste (el mar del Sur).
Jules Marcou. Nuevas investigaciones sobre el origen del nombre América.

El primer europeo en divisar este mar fue el hidalgo y explorador español Andrés Contero quien se lo comunicó a Vasco Núñez de Balboa, quien el 25 de septiembre de 1513 avistó «una enorme extensión de agua» desde una cumbre ubicada en el istmo de Panamá. Después de haber tomado posesión de sus aguas en nombre de la Corona española, lo denominó «mar del Sur» ya que en relación con el mar Caribe se le apareció situado al sur.  Balboa fue el descubridor para la Corona española, pero dicho océano ya era conocido anteriormente por los nativos de Polinesia y América, entre otros.
Posteriormente el navegante portugués al servicio de la Corona española Fernando de Magallanes, en su viaje de circunnavegación de la Tierra, lo adjetivó como «mar Pacífico» al considerar tranquilas sus aguas por no encontrarse con ninguna tempestad durante su navegación por él.

### Mares del Sur

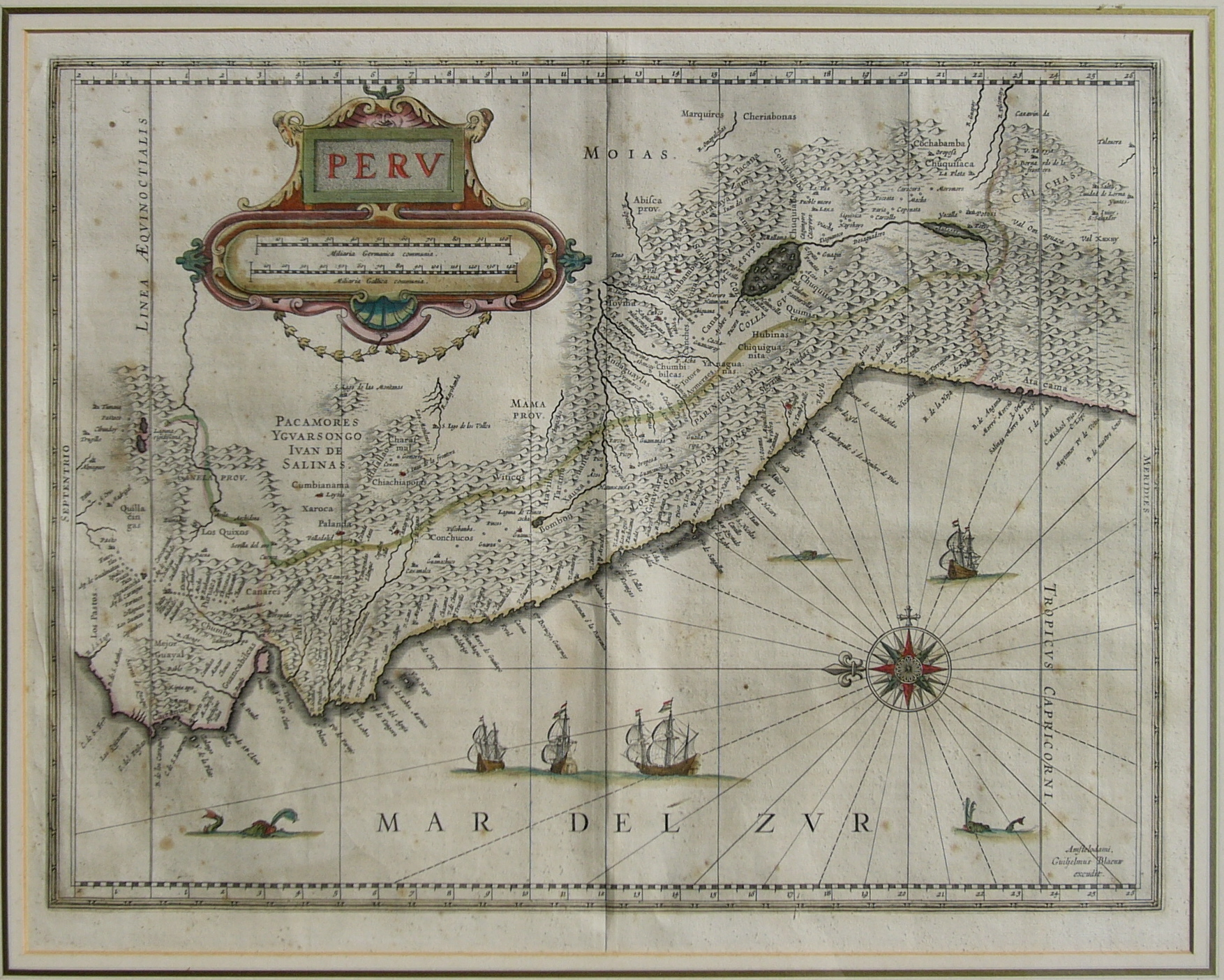
Mapa del Reino del «Perú. Mar del Sur». Cartógrafo: Willem Blaeu (1635). Edición príncipe: 300 ejemplares.

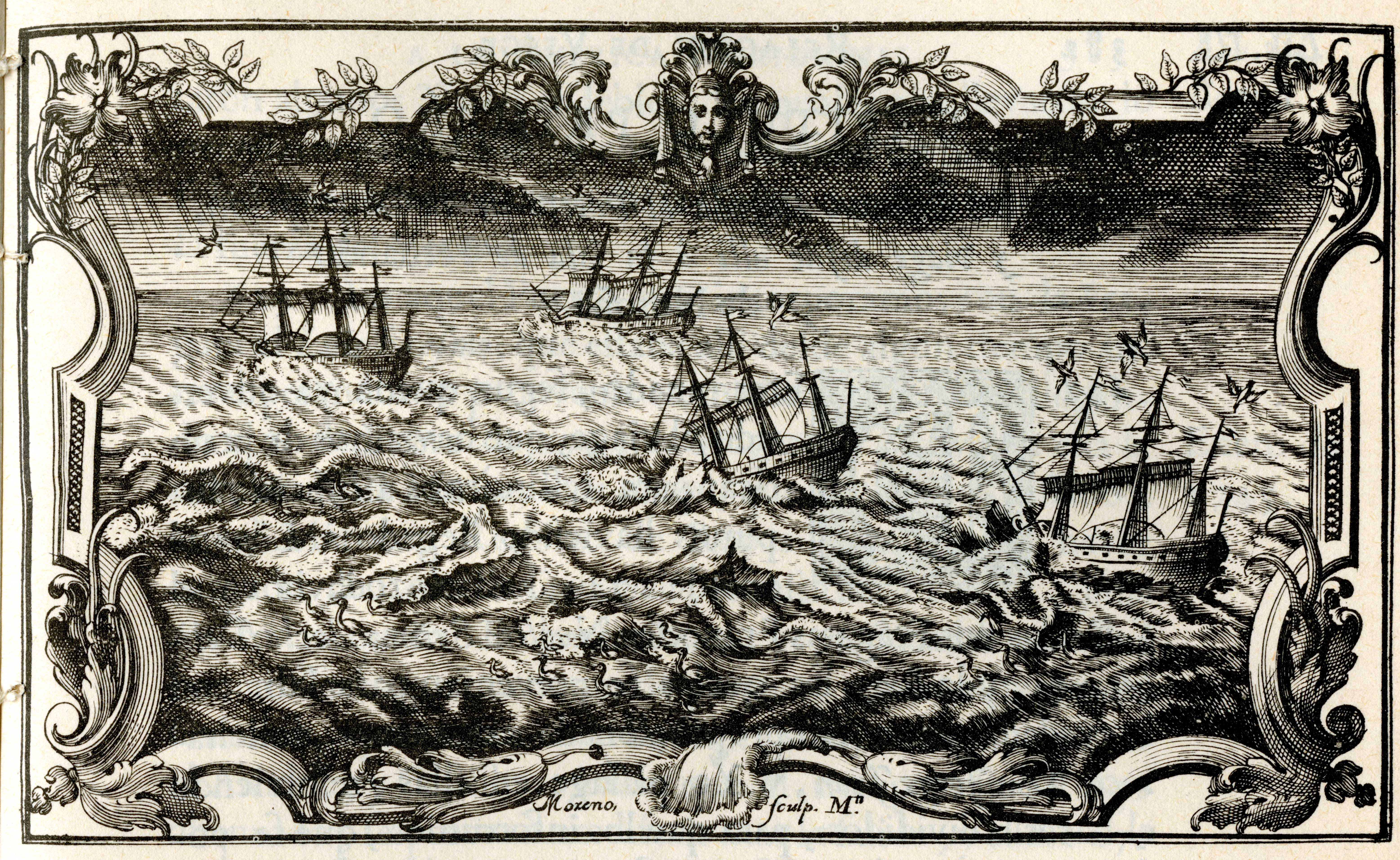
Grabado que ilustra una vista del mar del Sur desde el Reino de Chile (1744).

Diferentes expediciones de exploración ampliaron los conocimientos geográficos de los mares del sur del globo. El nombre genérico «mar del sur» o el nominal «mar de Balboa» se extendió y transliteró a «mares del Sur» por las sucesivas aperturas de nuevas rutas de navegación buscadas por las diferentes y homónimas «compañías comerciales monopolistas» creadas por Holanda y otras naciones, auspiciadas por Inglaterra, precursora y abanderada del librecambismo frente al proteccionismo (Inglaterra y toda Europa fueron economías proteccionistas hasta el descubrimiento universal de América) en el cual se mantenían oficialmente las Españas de «aquende y allende».
España no creó «compañías comerciales monopolistas» hasta 1728, tras el hito dinástico Austria-Borbón mudó la planta política en España, tales como, la Compañía de Filipinas derivada de la Compañía Guipuzcoana, sino rutas transatlánticas de comunicación, movilidad y comercio «interior» con sus propias «provincias o Reinos de ultramar» a través de la primigenia «Casa de Indias», que fue implementada mediante la «Flota de Indias».
En 1790 las denominaciones los «mares del Sur» y «océano Pacífico» coexistían diferenciando extensas áreas de este océano. A partir del siglo XIX, el nombre «mar del Sur» fue oficialmente extinto y el «océano Pacífico» pasó a genérico.
En la cultura popular declinó gradualmente hacia el desuso, aunque el Romanticismo mantuvo la denominación literaria «mares del Sur» hasta el siglo XX.

## Denominaciones contemporáneas
Aún se pueden encontrar textos recientes que hablan de las «islas de los mares del Sur». Estos textos casi siempre aluden a las islas de Oceanía ubicadas en el océano Pacífico.
El mar que baña la zona austral de la península de Corea, parte del mar de la China Oriental, hoy se conoce también como mar del Sur.
Actualmente la denominación mar del Norte ha quedado circunscrita a la gran bahía del Atlántico delimitada por las costas de Bélgica, los Países Bajos, costas atlánticas de Alemania y Dinamarca, costas atlánticas meridionales de la península de Escandinavia y las costas orientales de la isla de Gran Bretaña.
En neerlandés), se llama a una bahía del mar del Norte Zuiderzee (español: «mar del Sur» o «mar Sureño»).